# Алексапольський Святослав Миколайович
Святосла́в Микола́йович Алексапольський (30 жовтня 1989, Саки, Кримська область, Українська РСР, СРСР — 29 серпня 2022, між селищами Новогригорівка та Любомирівка, Миколаївська область, Україна) — український спортсмен і військовик. Молодший лейтенант Збройних сил України, учасник російсько-української війни, Герой України з удостоєнням ордена «Золота Зірка» (2023, посмертно).

## Життєпис

### Ранні роки
Народився 30 жовтня 1989 року в місті Саки Кримської області Української РСР. Навчався в загальноосвітній школі міста Саки та Кримській республіканській школі-інтернаті для обдарованих дітей в селі Танкове Бахчисарайського району. Протягом 1999—2001 років навчався гри в шахи в Сімферопольському шаховому клубі. Крім того, займався паркуром, боксом, греко-римською боротьбою, карате, кікбоксингом, тайським боксом, панкратіоном та бразильським джіу-джитсу.
З 2005 року брав участь у фанатському русі сімферопольського футбольного клубу «Таврія». З 2008 по 2012 рік був учасником колективу DSS (Сімферополь). Згодом — постійний учасник тренувань молодого колективу «Young boys». Під час навчання в закладі вищої освіти влітку 2008 року навчався та працював за програмою Work & Travel USA у штаті Монтана.
У жовтні 2009 року вирішив піти на строкову службу, тому перейшов на заочне навчання. Військову службу ніс у складі військової частини 3027 «Барс» у селищі Нові Петрівці. У 2010 році проходив військову службу за контрактом як розвідник роти розвідки спеціального призначення батальйону спеціального призначення військової частини 3009 внутрішніх військ МВС України міста Сімферополь. У 2011 році під час служби пройшов курс «Техніка професійного втручання» від французької жандармерії міста Сент-Астьє (фр. le Centre National d'Entralnement des Force de Gendarmerie (CNEFG) de Saint-Astier).
У 2012 році завершив навчання на Кримському факультеті Київського національного університету культури і мистецтв за спеціальністю «Туризмознавство», мав посвідчення «гід-екскурсовод зі знанням англійської мови». У 2013 році отримав паспорт моряка: побував у багатьох містах України, а також Америки, Угорщини, Австрії, Італії, Чорногорії та Хорватії. З 2012 року був одним із лідерів сімферопольського фанатського руху та представників «Tavrida Boys».

### Російсько-українська війна
Активний учасник кримського Євромайдану, брав участь в усіх проукраїнських акціях на півострові. Після анексії Криму і початку переслідування з боку окупаційної влади переїхав до Львова і у 2014 році (за іншими даними — у 2015) приєднався до батальйону «Азов», перебував у складі 2-ї роти 4-го батальйону. У 2015 році, після відведення «Азову» з передової, звільнився зі служби.
Після повернення до Львова з цивільним корпусом «Азов» долучався до громадського руху на захист тварин, брав участь у рейдах по пересувних звіринцях та цирках. Рятував тварин і в зонах бойових дій на сході та півдні України.
Восени 2016 року приєднався до команди «Ze Radiola Team Lviv», виступав у чемпіонатах України з бразильського джіу-джитсу. Навчався ковальської та зварювальної справи, працюючи у львівській кузні.
Влітку 2017 року Святослав Алексапольський підписав контракт з 25-ю окремою повітрянодесантною бригадою. Пізніше перевівся до 95-ї окремої десантно-штурмової бригади та переїхав у Київ до нареченої. Мав півтора десятка стрибків із парашутом. У 2019 році пройшов курс від канадських інструкторів «Фахова підготовка бойового медика взводу».
У 2020 році із закінченням контракту звільнився в запас та вступив до кафедри військової підготовки Національного університету оборони України. Закінчив курс ведення підприємницької діяльності — в майбутньому планував відкрити центри для навчання цивільних тактичної медицини.
З червня 2021 року працював у компанії Solvd Inc., обіймав посаду QA engineer на проєкті Under Armour.

#### Повномасштабне вторгнення Росії в Україну
З перших днів повномасштабного вторгнення Росії в Україну, маючи великий бойовий досвід, повернувся до військової служби. Не першому етапі активно проводив професійну підготовку членів добровольчих формувань, спільно з якими брав безпосередню участь у обороні Києва та визволенні Київської області, зокрема Ірпеня, Бучі і Ворзеля. Після завершення боїв на Київщині, з групою кримчан вирушив до Миколаєва, увійшовши до складу добровольчого підрозділу «Бузький Гард». Командир розвідувального взводу 220-го батальйону 126-ї окремої бригади територіальної оборони.
Святослав Алексапольський обіймав посаду командира розвідувального взводу. Влітку 2022 року закінчив військову кафедру за військово-обліковою спеціальністю «Організація морально-психологічного забезпечення» зі званням молодший лейтенант запасу (офіцер-психолог).
У складі добровольців працював на ділянках південного фронту в населених пунктах Первомайське, Партизанське, займався розвідкою на ділянках в районах населених пунктів Нова Зоря та Таврійське. Під час однієї з розвідувальних операцій надав допомогу командирові батальйонної тактичної групи, пораненому внаслідок влучання ворожого танка під автівку групи Алексапольського в районі населеного пункту Біла Криниця.
У червні в районі населеного пункту Андріївка Миколаївської області, під час бою, під шквальним вогнем, зумів витягти з-під обстрілу тяжко пораненого командира розвідувально-тактичної групи «Хантер». Здійснивши його евакуацію та надавши медичну допомогу, взяв командування на себе.

#### Загибель
Загинув у бою 29 серпня 2022 року між селищами Новогригорівка та Любомирівка Миколаївської області. Під час контрнаступу на півдні України, здійснюючи вогневу підтримку штурмової групи в складі снайперської пари, знищив п'ять осіб живої сили противника. Побачивши, що частина особового складу бойової групи підрозділу перебуває під масовим обстрілом і вагається, не досягнувши 50 метрів до ворожих окопів, внаслідок важкого поранення свого командира, Святослав вирішив вийти на допомогу побратимам. Власним прикладом підняв підрозділ для прориву на заключному етапі штурму противника. У цьому бою зазнав несумісних з життям осколкових поранень від касетного снаряда під час порятунку побратима.
Святослава Алексапольського кремовано в Одесі. Частину праху поховано на Байковому кладовищі, іншу рідні планують розвіяти у Греції та у визволеному українському Криму.
19 січня 2024 року під час церемонії у Маріїнському палаці президент України Володимир Зеленський вручив 30 сертифікатів на отримання квартир військовослужбовцям Сил оборони, яким присвоєно звання Героя України, та родинам полеглих Героїв; один із сертифікатів було вручено родині Святослава Алексапольського[значущість факту?].
22 січня 2024 року наказом Міністра оборони України № 94 Святославу Алексапольському посмертно присвоєно звання молодшого лейтенанта.

## Нагороди
- Звання «Герой України» з удостоєнням ордена «Золота Зірка» (8 липня 2023, посмертно) — за особисту мужність і героїзм, виявлені у захисті державного суверенітету та територіальної цілісності України, самовіддане служіння Українському народові[18].

## Увічнення пам'яті
- 15 березня 2024 року у Львові проведено І Міжнародний благодійний шаховий турнір пам'яті Героїв російсько-української війни — «Меморіал воїнів-шахістів». Метою турніру є вшанування пам'яті воїнів-шахістів, які загинули на російсько-українській війні, зокрема й Святослава Алексапольського[19][20].
- 26 липня 2024 року розпорядженням голови Миколаївської обласної державної адміністрації Віталія Кіма, відповідно до Закону України «Про засудження та заборону пропаганди російської імперської політики в Україні і деколонізацію топонімії», вулицю Дмитрієва перейменовано на вулицю Святослава Алексапольського[21][22].
- У лютому 2025 року на Дарницькому мості в Києві з'явилося пам'ятне графіті, присвячене Святославу Алексапольському і Олександрові Клепікову — уродженцям Сімферополя, що боронили столицю й відзначилися під час оборони Миколаєва[23][24].